# SPA TM40
Lo SPA TM40 o Fiat-SPA TM40, nonostante la sigla TM (Trattrice Media), è un trattore d'artiglieria pesante, prodotto in Italia ed utilizzato dal Regio Esercito durante la seconda guerra mondiale.

## Storia
Il mezzo nasce da un requisito del Regio Esercito per un trattore pesante che sostituisse i vecchi Pavesi P4 nel traino delle artiglierie pesanti da 5 t. Il progetto della Società Piemontese Automobili (SPA), una controllata della Fiat specializzata nella produzione di autocarri, fu presentato nel 1938 e partecipò alle prove di selezione insieme a modelli Alfa Romeo, Breda e Lancia. Risultato vincitore, prove e modifiche portarono al congelamento del progetto. Solo nel 1941 la produzione iniziò a rilento ed i primi lotti entrarono in servizio nel 1942, venendo nel frattempo sostituiti nel traino di artiglierie pesanti dai Pavesi e dagli autocarri pesanti Lancia 3Ro.
Il Regio Esercito lo utilizzò per il traino dei pezzi d'artiglieria di Corpo d'armata da 149 mm e contraerei da 90 mm e per il trasporto su rimorchio di carri M14/41. Fu impiegato anche dalla Regia Marina e dalla Regia Aeronautica in versione con cabina chiusa. Un lotto di 153 esemplari fu prodotto dal 1944 per la Wehrmacht, compresi alcuni prodotti nel 1945 con cabina tedesca standardizzata "Einheits" in legno.
Nel 1945, l'occupante tedesco sviluppò dal TM40 il Fiat-SPA T40, un autocarro medio a basso costo.

## Tecnica
Il TM40 è un'evoluzione in grande del trattore leggero Fiat-SPA TL37. Il telaio è a longheroni longitudinali con sezione a C, uniti da traverse di irrigidimento, su due assi. Le ruote, a raggiera d'acciaio, di grande diametro, godono di sospensioni indipendenti e sono tutte motrici e sterzanti. Possono montare sia i semipneumatici misura 12,75-32 che gli pneumatici "Artiglio" 50/9. 
Il motore è un diesel Fiat 366 a 6 cilindri da 9365 cm³, erogante 105 hp a 2000 giri al minuto. Il cambio è a 5 marce avanti ed una indietro, con frizione bidisco e differenziale centrale con blocco manuale.
La carrozzeria è di tipo aperto con copertura in tela, mentre nella versione per la Regia Aeronautica è in metallo completamente chiusa. Dietro alla cabina, di tipo avanzato, a due posto con guida a destra, si trova il vano trasporto personale, con due file affrontate di sedili per sei serventi del pezzo. Posteriormente al vano infine è presente una rastrelliera per i moschetti dell'equipaggio ed un cofano-riservetta da 30 colpi. Sul retro del mezzo, oltre alla ruota di scorta su supporto a compasso ed oltre al gancio di traino, è presente un potente verricello con 50 metri di cavo d'acciaio da 20 millimetri. 
L'impiego sul fronte orientale, suggerì l'installazione di un preriscaldatore: si trattava di un serbatoio da 30 litri posto dietro al sedile del conduttore, che tramite un bruciatore a gasolio riscaldava l'acqua, che poi veniva immessa nel circuito di raffreddamento del motore, permettendo un agevole avvio dello stesso in condizioni climatiche estreme come quelle della steppa russa.
Il TM40, grazie alla potenza al gancio ed al verricello, fu impiegato anche come autofficina campale e come carro recupero: quest'ultima versione prevedeva l'installazione sul muso di un particolare traliccio che, collegato al verricello, permetteva il sollevamento di materiali e mezzi immobilizzati.

## Derivati

### Fiat-SPA T40
Il mezzo fu prodotto nel 1945 negli stabilimenti Fiat su chassis SPA per soddisfare la necessità di un autocarro medio a basso costo e veloce da produrre per le truppe tedesche. Fu quindi utilizzato lo chassis del TM40, con telaio, motore e tutta la parte meccanica praticamente invariate. La carrozzeria invece venne sostituita da una cabina avanzata "Einheits" in legno a due posti, mentre posteriormente veniva installato un cassone in legno da 2,5 tonnellate di portata. Non si conoscono i numeri della produzione, che comunque, viste il volgere della situazione, non raggiunsero cifre ragguardevoli.

## Galleria d'immagini

TM40 visto da 3/4
TM40 traina un cannone 90/53 Mod. 1939.
Un cannone 149/19 Mod. 1937 viene staccato da un TM40.
TM40 con catene da neve in Russia.
Rara immagine di un TM40 catturato dai tedeschi ed usato per spostare un razzo V2 (Aggregat 4).
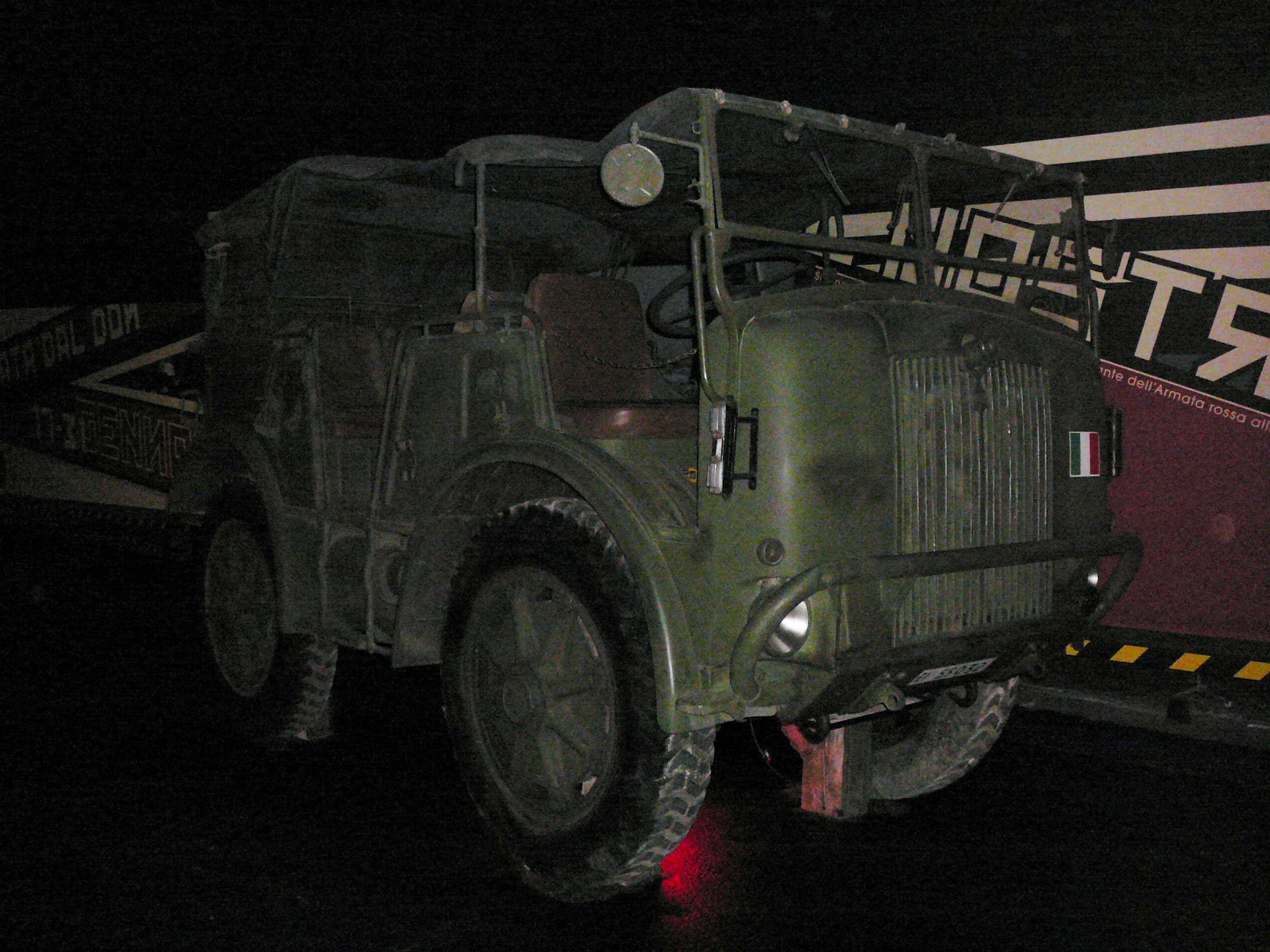
TM40 restaurato.
Foto della cabina "Einheits" di un T40.